# Cruillas-San Giovanni Apostolo
Cruillas-San Giovanni Apostolo (CEP) è il diciannovesimo quartiere di Palermo.
Il quartiere è compreso nella VI Circoscrizione.

## Geografia fisica
Il quartiere si estende nella periferia ovest e nord-ovest del capoluogo siciliano. 
Confina:
- A nord con il quartiere Resuttana-San Lorenzo
- A sud con i quartieri Borgo Nuovo e Uditore-Passo Di Rigano

## Storia
Cruillas, l'impianto più antico dell'attuale quartiere, nasce come borgata agricola intorno al XV secolo. La lontananza dal centro urbano di Palermo ha fatto sì che l'abitato mantenesse un certo grado di isolamento e autonomia dalla città. La grande espansione edilizia avviata durante il boom economico italiano ha fatto confluire l'intera area nella fitta rete urbanistica del capoluogo. 
Tra il 1964 e il 1968, al confine sud del nucleo di Cruillas è stato costruito il quartiere popolare del CEP (acronimo di Centro Espansione Periferica, oggi San Giovanni Apostolo), con il quale è stato accorpato nella suddivisione amministrativa di Palermo per via dell'estrema vicinanza. 

## Monumenti e luoghi di interesse

### Chiese parrocchiali
- Maria Santissima del Rosario, in via Cruillas;
- Mater Dei, in via Trabucco;
- San Giovanni Apostolo, in via Barisano da Trani;
- San Rosa da Lima, fondo Petix.